# Kwatta (Suriname)
Kwatta is een plaats, voormalige plantage en een van de zeven ressorten waaruit het Surinaamse district Wanica bestaat. 
Kwatta ligt ten noorden van de Kwattaweg, met in het oosten de plaats Jibodhproject nabij de grens met het district Saramacca en in het oosten de Henck Arronstraat in Paramaribo. Zuidelijk ligt het ressort Saramaccapolder en in het noorden de Atlantische Oceaan.

## Plantage
Kwatta ontleent haar naam aan de vroegere gelijknamige cacaoplantage. 

## Inwoners
In 2012 had Kwatta volgens cijfers van het Centraal Bureau voor Burgerzaken (CBB) 14.151 inwoners.

## Galerij

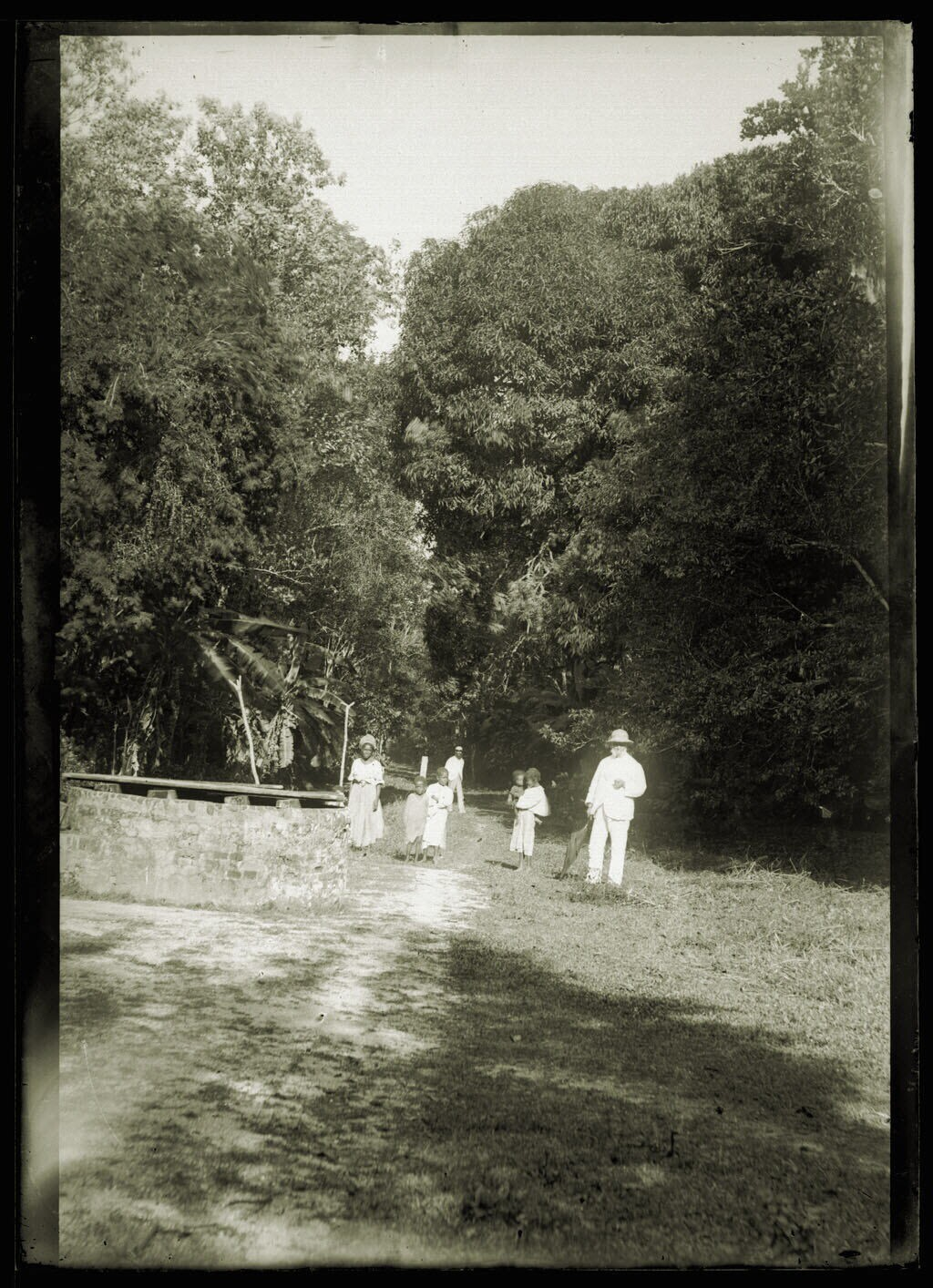
Directeur J.H. Eggers met kinderen, op de achtergrond administrateur S. van Sierop (foto 1895 - 1898)
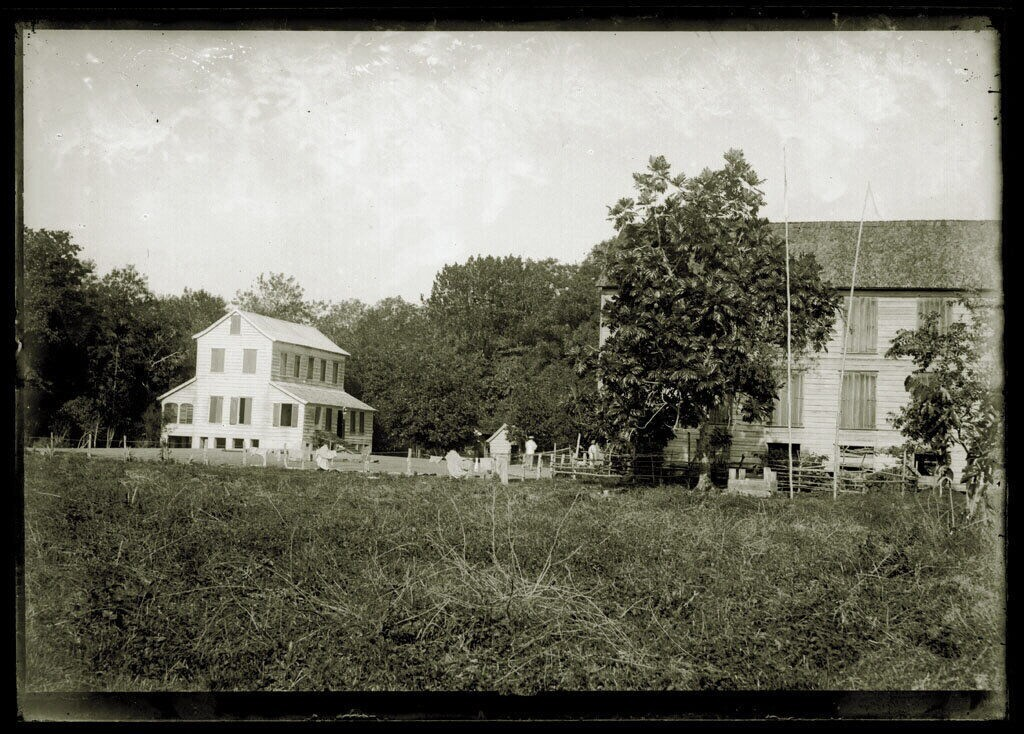
De directeurswoning met rechts een loods (Théodore van Lelyveld fotos tussen 1895 en 1898)
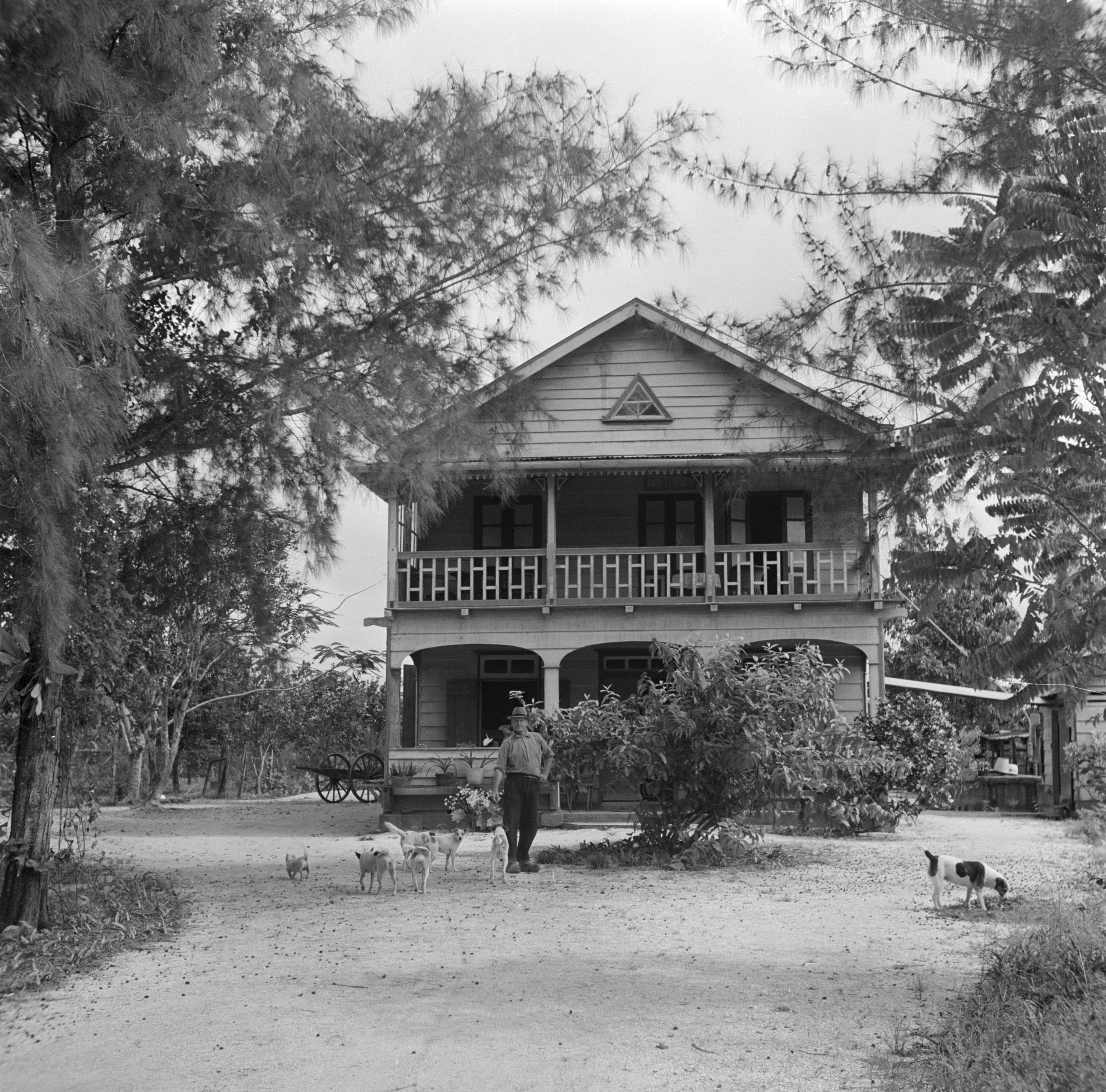
De Nederlandse boer Van Dijk voor zijn huis op plantage Kwatta (1947)
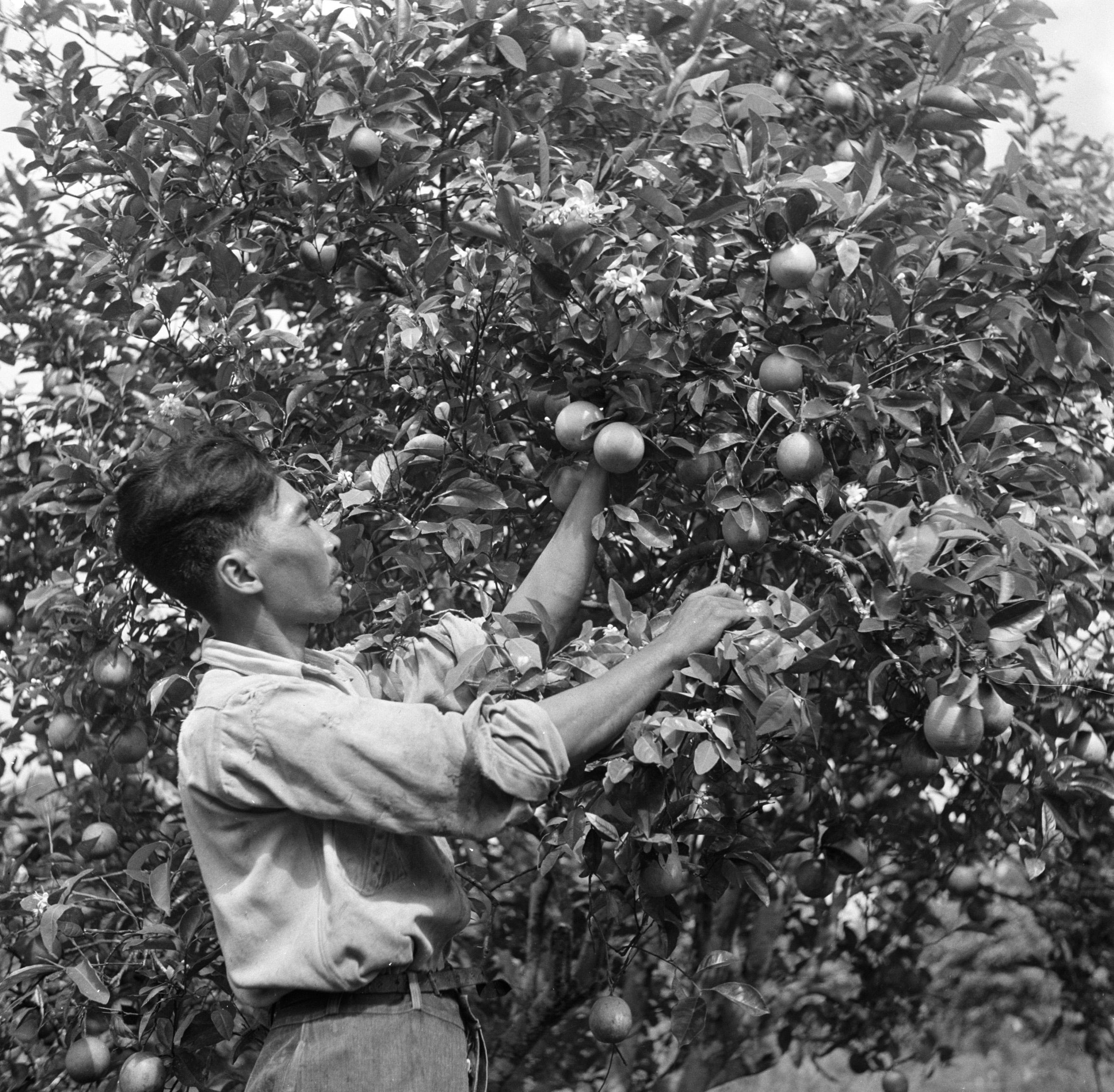
Sinaasappelpluk op cacaoplantage Kwatta (Willem van de Poll, 1947)

## Geboren in Kwatta
- Krish Nannan Panday (1928-2025), politicus
- Shrinivási (1926-2019), dichter